# Sphere at The Venetian Resort
Pour les articles homonymes, voir Sphère (homonymie).
Résidence
Sphere at The Venetian Resort, ou simplement Sphere (initialement nommée MSG Sphere), est une salle de spectacle sphérique de musique et de divertissement. Située à Paradise, dans le Nevada, aux États-Unis, elle est près du Strip de Las Vegas, à l'est du Venetian Resort. Le projet avait été annoncé par la Madison Square Garden Company en 2018. Le bâtiment a été conçu par le cabinet d'architecture Populous, puis a été construit de 2019 à 2023. L'auditorium de 18 600 places, est commercialisé pour ses capacités vidéo et audio immersives, qui incluent une résolution intérieure enveloppante de 16K, avec un écran géant à DEL sphérique, des haut-parleurs dotés de technologies Beamforming et de synthèse de champ d'ondes (en) ainsi que d'effets physiques 4D. À l'extérieur, la Sphère est également recouverte de 54 000 m2 d'écrans DEL.
Le projet a été annoncé en 2018 et la construction a démarré l'année suivante. Initialement prévue pour 2021,, la livraison du bâtiment a été retardée par la suspension du chantier en avril 2020 en raison d'une perturbation de la chaîne d'approvisionnement du projet causée par la pandémie de COVID-19. La construction a repris plus tard cette année-là. La sphère mesure 112 mètres de haut pour un diamètre de 157 mètres. L'ouverture a eu lieu le 29 septembre 2023. U2 y est en résidence pour 25 concerts intitulés U2:UV Achtung Baby Live at Sphere,.

## Histoire
Le projet, alors connu sous le nom de MSG Sphere, est annoncé en février 2018,. Initialement, c'est un partenariat entre la Madison Square Garden Company (MSG) et Las Vegas Sands Corporation. Le site de la Sphère se situe juste à côté du Strip de Las Vegas, à l'est du complexe « vénitien », The Venetian Resort, ouvert par Las Vegas Sands en 1999 Las Vegas Sands met un terrain de 7,3 hectares à disposition pour le projet. En 2022, Apollo Global Management rachète le Venetian, devenant ainsi le nouveau partenaire de la MSG sur le « projet Sphere », en remplacement de Las Vegas Sands. Dans le cadre de la vente, le terrain situé sous le Venetian et la Sphère est racheté par la société d'investissement immobilier new-yorkaise Vici Properties.
Le projet en forme de sphère est conçu par Populous et son intérieur est prévu pour être équipé du plus grand écran DEL du monde. MSG a initialement estimé le coût du projet à 1,2 milliard de dollars. En février 2020, la société déclare que le coût est passé à 1,66 milliard de dollars en raison de modifications de conception consistant en des améliorations pour les invités. Le coût continue ensuite d'augmenter,,, dépassant finalement les 2 milliards de dollars en raison de la crise de la chaîne d'approvisionnement mondiale de 2021 à 2023 et de la poussée d'inflation de 2021 à 2022,. Avec un coût final attendu de 2,3 milliards de dollars, c'est le lieu de divertissement le plus cher de l'histoire de Las Vegas, battant l'Allegiant Stadium de 1,9 milliard de dollars

### Construction
Une cérémonie d'inauguration des travaux a eu lieu le 27 septembre 2018. Elle a réuni environ 300 personnes, dont Sheldon Adelson de Las Vegas Sands et le gouverneur du Nevada, Brian Sandoval. En novembre 2018, on annonce que la MSG Sphere sera construite avec de nouveaux bars, des suites privées, un musée et un espace de vente au détail. AECOM commence les travaux sur le site en février 2019, grâce à un accord préliminaire. AECOM avait déjà travaillé sur plusieurs stades, dont le T-Mobile Arena de Las Vegas. En mars 2019, des fouilles préliminaires sont entreprises, puis le creusement commence. Environ 84 000 m3 de terre et de caliche sont excavés pour préparer le site. AECOM est ensuite nommé entrepreneur général en juin 2019. Le chantier compte alors 400 ouvriers du bâtiment. On prévoyait alors que ce nombre atteigne finalement un sommet de 1 500. En juillet 2019, commence la construction du sous-sol.
En octobre 2019, les équipes achèvent le sous-sol, d'une surface de 7 400 m2 et le premier niveau. Le sous-sol sera utilisé pour des événements. Le site a été creusé jusqu'à une profondeur de 6,40 mètres. En décembre 2019, la sphère atteint déjà 20 mètres de hauteur avec l'achèvement d'un quatrième niveau, sur les huit prévu.
En février 2020, la quatrième plus grande grue au monde, un engin sur chenilles Demag CC-8800, est installée sur le côté nord-est du site pour soulever des matériaux de construction lourds. Elle est capable de s'élever jusqu'à 180 mètres. Démontée, la grue a traversé l'océan Atlantique à partir du port de Zeebrugge en Belgique, pour arriver au Port Hueneme, en Californie. Elle a ensuite nécessité 120 semi-remorques pour être transportée jusqu'à Las Vegas. Une grue séparée a été nécessaire pour l'assembler, ce qui a pris 18 jours,. En mars 2020, la construction atteint le point le plus large de la sphère, avec un diamètre de 157 mètres situé au sixième niveau, à 33 mètres au-dessus du sol.
La livraison du bâtiment était initialement prévue pour 2021. Cependant, le 31 mars 2020, MSG annonce que la construction est suspendue en raison de la Pandémie de COVID-19. Le projet connaît une perturbation de sa chaîne d’approvisionnement à cause de la pandémie. Tous les travaux sont à l'arret pour deux semaines,. En août 2020, la construction reprend et l'ouverture est reportée à 2023. Les 15 mois suivants ils se concentrent sur le gros œuvre en béton, suivie du montage de la structure d'acier et finalement le toit, un dôme d'acier de 13 000 tonnes,. En octobre 2020, les différentes équipes réalisent le levage le plus lourd jusque-là, avec l'installation de deux poutres en acier de 240 tonnes,.
MSG prend la relève en tant qu'entrepreneur général en décembre 2020, même si AECOM continue d'apporter son soutien,. Un anneau de compression en acier de 170 tonnes est ajouté en février 2021, marquant le levage le plus lourd de l'ensemble du projet. En raison de sa taille, l'anneau doit être assemblé sur le chantier. Les équipes passent trois semaines à souder et boulonner les pièces préfabriquées. La grue est ensuite utilisée pour soulever l'anneau,,.

#### Toit, exosphère et intérieur

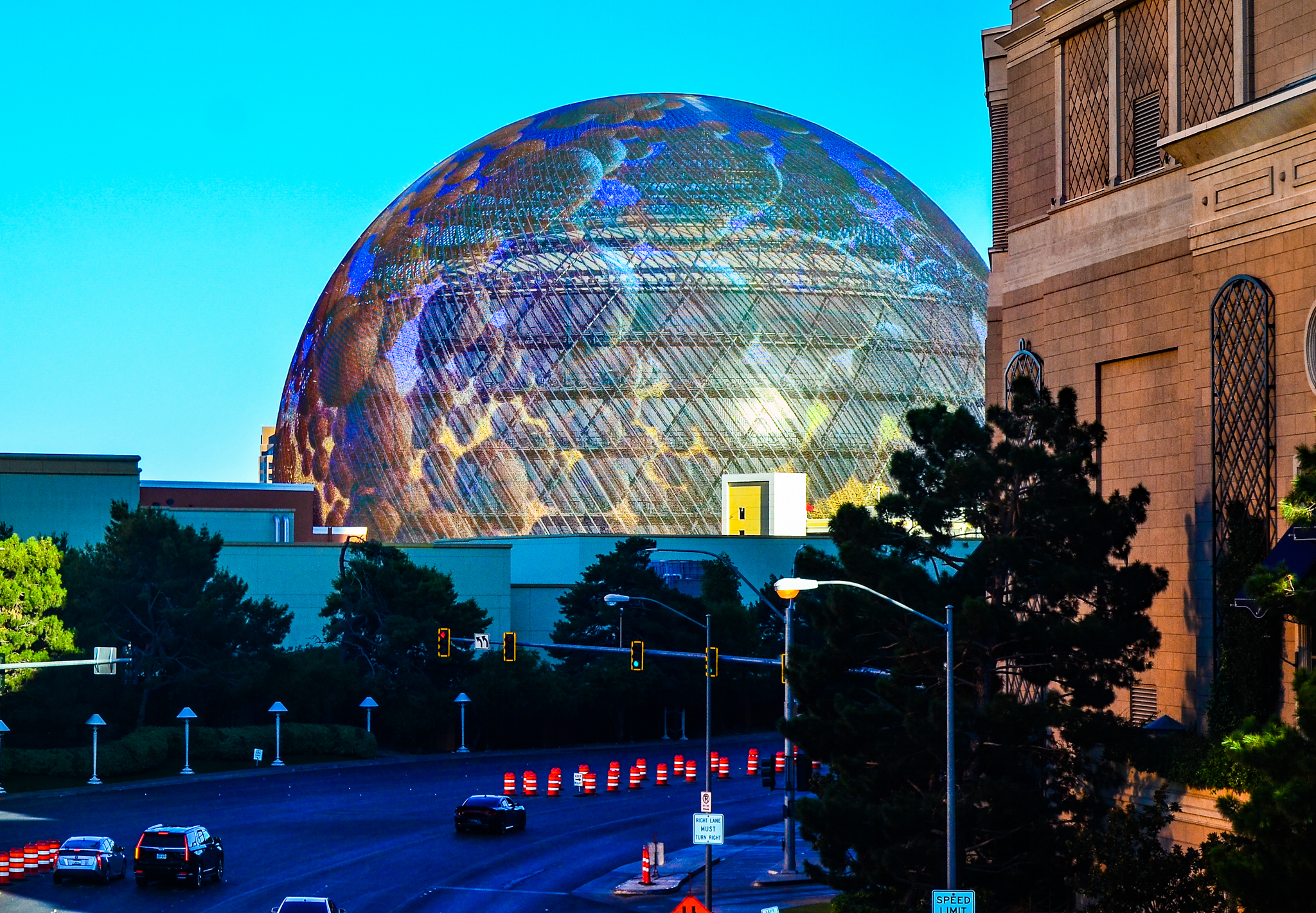
La Sphere le 5 août 2023 en fin d'après-midi.

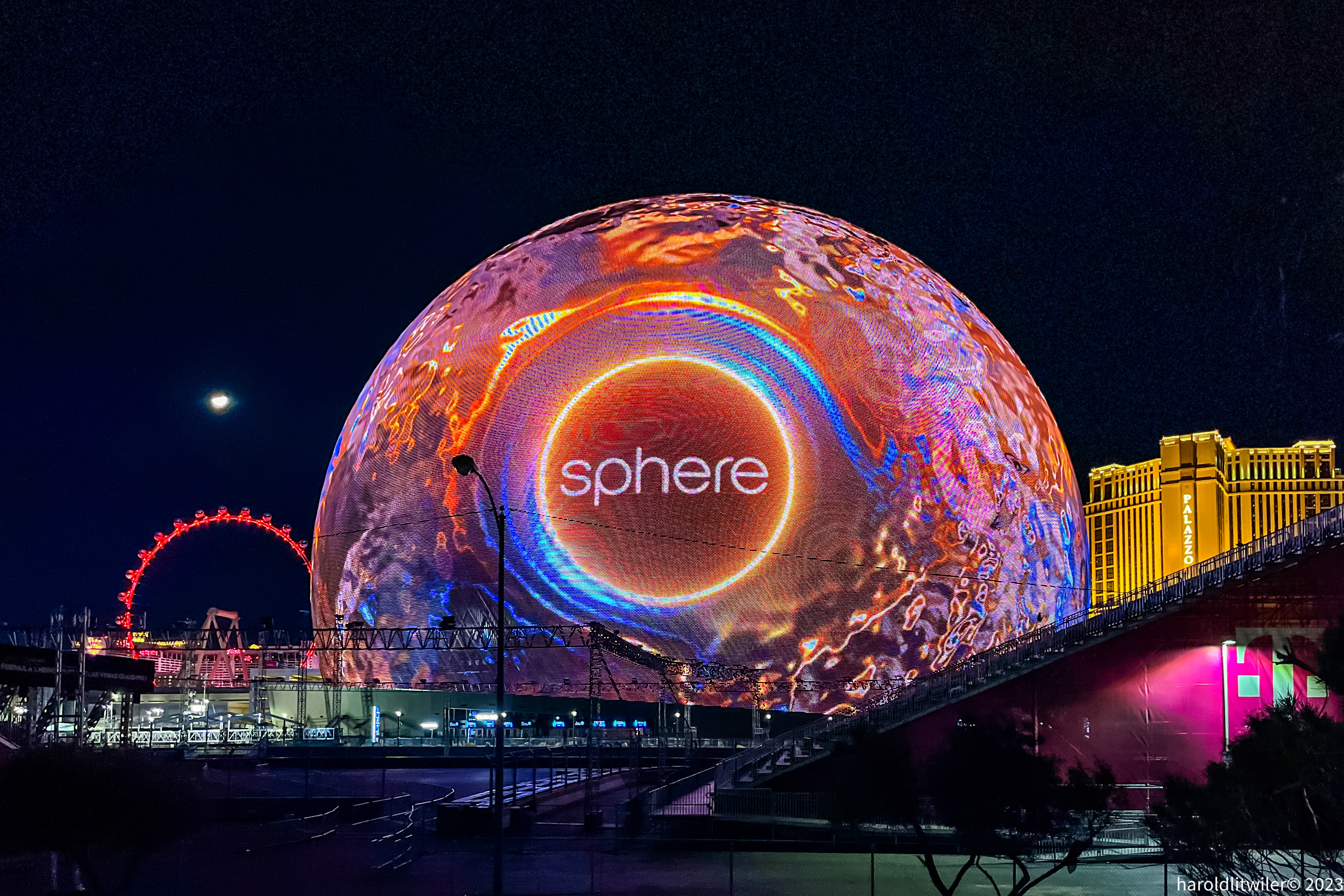
La Sphere avec les tribunes du Grand Prix de Formule 1 de Las Vegas 2023 quelques jours avant la course.

Le toit du dôme a nécessité 3 000 tonnes d'acier. Il a commencé à prendre forme en mars 2021, quand les équipes ont commencé l'installation de 32 fermes, pesant chacune 100 tonnes. Cette installation atteint la moitié de l'ossature en mai 2021. La grue a alors dû être déplacée vers le côté sud du chantier pour installer le reste des fermes. En raison de sa taille, le déplacement de la grue a pris deux jours.
Le dôme est achevé le 18 juin 2021 tandis que des travaux sont déjà en cours sur l'exosphère externe qui doit être construite autour du dôme. Cette exosphère sera constituée de panneaux lumineux à DEL qui seront visibles à plusieurs kilomètres aux alentours. Elle sera 30% plus haute que le dôme,. Les travaux intérieur commencent quant à eux en août 2021.
Une fois la charpente en acier du toit terminée, 4 600 m3 de béton sont pompés sur le toit pour former une couche de 250 mm d'épaisseur d'un poids d'environ 10 000 tonnes. La toiture est achevée en octobre 2021,. Les équipes se concentrent ensuite sur un cadre intérieur en acier de 730 tonnes pour supporter les écrans DEL et le système audio,. Les travaux sur la charpente intérieure se poursuivent jusqu'en 2022,.
Un deuxième remplissage, pour l'exosphère,, a eu lieu le 24 mai 2022,, suivi par l'installation des écrans DEL intérieurs et extérieurs.

### Ouverture
Le nouveau nom du projet, Sphere at The Venetian Resort, est dévoilé au cours de l'année 2023. Le 4 juillet 2023, l'extérieur DEL de la Sphere est illuminé lors des célébrations du Jour de l'Indépendance à Las Vegas. L'ouverture de la salle est prévue le 29 septembre 2023, avec U2 comme premiers invités en résidence, avec leur série de concerts intitulés U2:UV Achtung Baby Live at Sphere,,. Il s'agira des premiers concert du groupe depuis 2019. MSG prévoit d'héberger quatre à six résidences chaque année à la Sphère. La société doit également lancer une émission, Postcards from Earth, à la Sphère en octobre 2023,. Le site emploiera jusqu'à 3 000 personnes.

## Caractéristiques
La sphère mesure 112 mètres de haut pour 157 mètres de large à son point le plus large. C'est le plus grand bâtiment sphérique du monde avec une superficie de 81 300 m2. Elle peut accueillir 18 600 personnes en places assises, et tous les sièges ont un accès Internet haut débit. La technologie haptique est intégrée dans 10 000 sièges de la salle. Les sièges ne couvrent pas la totalité de la sphère, mais couvrent environ les deux tiers de l'intérieur tandis que la scène occupe le reste. Le lieu peut accueillir 20 000 personnes debout. La sphère comporte neuf niveaux, dont le sous-sol, où est implanté un club VIP. Un total de 23 suites sont incluses, réparties aux troisième et cinquième étages.
L'intérieur de la Sphère est équipé d'un écran DEL enveloppant de résolution 16K, mesurant 15 000 m2,. C'est l'écran DEL le plus grand et avec la plus haute résolution au monde. L'extérieur de la sphère comporte 54 000 m2 d'éclairage programmable,, qui peut présenter des thèmes de vacances, une lanterne d'Halloween ou une boule à neige de Noël, par exemple. Les écrans intérieurs et extérieurs ont été fabriqués par SACO Technologies, une entreprise canadienne spécialisée dans les écrans vidéo et l'éclairage DEL,. La Sphère comportera un système audio spatial basé sur le module de haut-parleurs X1 d'Holoplot, qui utilise les technologies de formation de faisceaux et de synthèse de champ d'ondes (en) et est équipé de 96 haut-parleurs chacun,. Le système audio comprendra 1 600 haut-parleurs X1 qui seront installés derrière les panneaux DEL, ainsi que 300 modules mobiles, pour un total de 167 000 haut-parleurs,,. Le système audio diffusera également le son à travers les lattes du plancher. Des fonctionnalités 4D, notamment le parfum et le vent, seront également utilisées.
L'arène accueillera principalement des cérémonies de remises de prix et des concerts, en plus d'autres événements de divertissement. Bien qu'elle ne soit pas conçue pour s'adapter à une configuration d'arène traditionnelle destinée aux sports tels que le basket-ball et le hockey sur glace, elle peut malgré tout accueillir des événements sportifs de ring tels que la boxe et les arts martiaux mixtes,, ainsi que des tournois d'esports.
Par ailleurs, le site comprend 304 places de stationnement, tandis que des places supplémentaires seront disponibles dans les parkings du Centre de congrès et d'expositions Venitian, de l'hôtel The Palazzo et de l'hôtel-casino The Venetian, tous à proximité. Dans le projet initial, il avait également été prévu de construire une pont piétonnier de 300 mètres reliant la Sphère au centre d'exposition, ainsi qu'une nouvelle station du monorail de Las Vegas pour desservir la Sphère et le Venetian,,. Toutefois, ces projets ont été suspendus en avril 2020, en raison de l’impact financier de la pandémie.

## Événements

### Concerts
| Date(s)                    | Tête(s) d'affiche | Première partie              | Événement/Tournée                 | Ref.   |
| -------------------------- | ----------------- | ---------------------------- | --------------------------------- | ------ |
| Septembre 2023 - Mars 2024 | U2                | Pauli "the PSM" Lovejoy (en) | U2:UV Achtung Baby Live at Sphere | [ 79 ] |

### Autres spectacles
- Postcard from Earth (Carte postale de la Terre[80]), réalisé par Darren Aronofsky, doit faire ses débuts le 6 octobre 2023[81]. Le spectacle sera précédé de la Sphere Experience, une démonstration des capacités de la Sphere qui utilisera des robots animatroniques et des hologrammes[82],[83].
- Le repêchage d'entrée 2024 de la NHL y a eu lieu les 28 et 29 juin 2024[84].

## Autres emplacements
Il est prévu de construire une MSG Sphere identique à Stratford, dans l'East End de Londres,. MSG a l'intention d'en construire d'autres à travers le monde,.

## Studios MSG Sphere
MSG Sphere Studios ouvre ses portes à Burbank en Californie, en mai 2022. L'installation gère les travaux de production et de postproduction pour la sphère de Las Vegas et les sphères futures. MSG Sphere Studios cherche à collaborer avec des cinéastes et des musiciens pour créer une partie du contenu destiné à la sphère de Las Vegas. Ted King, qui a déjà travaillé sur l'attraction Star Trek : The Experience qui se tenait au Las Vegas Hilton (maintenant Westgate Las Vegas), fait partie de ceux qui créeront du contenu visuel pour la Sphère à Las Vegas. Le studio produit également du contenu en association avec le Grand Prix de Formule 1 de Las Vegas 2023, dont le tracé de la piste contournera la Sphère en dessinant une courbe sur son esplanade.
Le studio sphérique, mesurant près de 30 mètres de haut, est une version miniature de la sphère de Las Vegas. L'installation utilise Big Sky, un système de caméra spécialisé créé spécifiquement pour produire du contenu pour la Sphère. Il s'agit du système de caméra le plus avancé au monde.